# 共产党马克思主义—肯尼亚
共产党马克思主义—肯尼亚（英語：Communist Party Marxist - Kenya，缩写为CPMK），又称肯尼亚马克思主义共产党（Marxist Communist Party of Kenya，缩写为MCPK），是肯尼亚的一个共产主义政党。该党成立于2024年，源于肯尼亚共产党的内部分裂。